# Dmytro Doroschenko

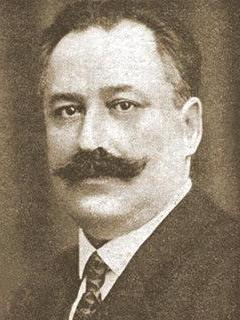
Dmytro Doroschenko

Dmytro Iwanowytsch Doroschenko (ukrainisch Дмитро Іванович Дорошенко; * 27. Märzjul. / 8. April 1882greg. in Wilna, Gouvernement Wilna, Russisches Kaiserreich; † 19. März 1951 in München, Westdeutschland) war ein ukrainischer Historiker und Politiker.
Doroschenko stammt aus einer Familie, die seit dem 17. Jahrhundert namhafte Politiker und Gelehrte hervorgebracht hatte, wie z. B. die Kosakenhetmane Mychajlo († 1628) und Petro Doroschenko (1627–1698). Er gehörte 1917 der Ukrainischen Zentralna Rada und 1918 als Außenminister der Regierung Skoropadskyj an. Nach deren Zusammenbruch emigrierte er.
In der Emigration war Doroschenko als Hochschullehrer und Publizist tätig. So u. a. an der Ukrainischen Freien Universität in Prag und München.
Doroschenko war mit der Schauspielerin Natalija Wasyltschenko (1888–1970) verheiratet. Er ist auf dem Waldfriedhof in München beigesetzt.

## Werke
- Огляд української історіографії (Überblick über die ukrainische Geschichtsschreibung). Український вільний університет (Ukrainische Freie Universität), Prag 1923 (ukrainisch, Volltext [PDF; 14,0 MB; abgerufen am 24. April 2022]).
- Історія України 1917–1923 (Geschichte der Ukraine 1917–1923). Uschhorod 1932 (ukrainisch, 2 Bände, т. 1: Доба Центральної Ради und Т. 2: Українська Гетьманська Держава 1918 р. [abgerufen am 24. April 2022] englische Übersetzung des 2. Bandes unter dem Titel History of Ukraine, 1917–1923 (Winnipeg 1973)).
- Нарис історії України (Studie der ukrainischen Geschichte). Warschau 1933 (ukrainisch, 2 Bände, т. 1: до половини XVII ст. und т. 2: від половини XVII століття [DjVu; 46,0 MB; abgerufen am 24. April 2022] englische Übersetzung und Aktualisierung unter dem Titel A survey of Ukrainian history (Winnipeg 1975)).
- Die Ukraine und das Reich. Neun Jahrhunderte deutsch-ukrainischer Beziehungen im Spiegel der deutschen Wissenschaft und Literatur. Hirzel, Leipzig 1941 (Volltext [PDF; 32,5 MB; abgerufen am 24. April 2022]): „Die Aufgabe dieser Arbeit war, eine … Übersicht darüber zu geben, wie die Ukraine und das ukrainische Volk während nahezu eines Jahrtausends in den deutschen Chroniken und in den Werken deutscher Autoren dargestellt worden sind.“